# Silda rubricilia
Silda rubricilia là một loài bướm đêm trong họ Noctuidae.